# WWE Bad Blood
WWE Bad Blood (originalmente estilizado como Badd Blood) é um evento pay-per-view (PPV) de luta profissional produzido pela WWE, uma promoção de wrestling profissional com sede em Connecticut. O evento foi realizado pela primeira vez em outubro de 1997, quando a promoção ainda se chamava World Wrestling Federation (WWF) e esse primeiro evento foi realizado como o 18º PPV In Your House. Depois de seis anos e após a promoção ter sido renomeada para WWE, Bad Blood voltou como seu próprio PPV em junho de 2003, substituindo o King of the Ring. Em 2005, o One Night Stand substituiu o Bad Blood; o Vengeance também mudou para junho daquele ano, assim como o The Great American Bash mudou para julho. Bad Blood foi anunciado para ser revivido em 2017; no entanto, esses planos foram abandonados em favor de um evento intitulado Great Balls of Fire.
Após um hiato de 20 anos, o Bad Blood foi programado para retornar em outubro de 2024 e foi o primeiro Bad Blood a ir ao ar nas plataformas de transmissão ao vivo da WWE.
O primeiro Bad Blood é conhecido por ter introduzido o combate Hell in a Cell, uma estrutura com telhado de 6 metros de altura que cerca o ringue e a área ao redor. Esse tipo de luta foi disputado em todas as edições do evento, sendo o combate principal nos anos de 1997, 2003 e 2004. Para coincidir com a divisão de marcas, os eventos Bad Blood de 2003 e 2004 foram realizados exclusivamente para lutadores da divisão da marca Raw. A divisão de marcas terminou em 2011, mas foi retomada em 2016. Desde abril de 2018, todos os PPVs e eventos de streaming ao vivo do plantel principal da WWE apresentam lutadores das marcas Raw e SmackDown.

## História

Logotipo do Bad Blood usado em eventos de 2003 e 2004.

Bad Blood foi realizado pela primeira vez como um evento pay-per-view (PPV) In Your House. In Your House foi uma série de PPVs mensais produzidos pela primeira vez pela World Wrestling Federation (WWF, agora WWE) em maio de 1995. Eles foram ao ar quando a promoção não estava realizando um de seus principais PPVs e foram vendidos a um custo menor. Badd Blood: In Your House foi o 18º evento In Your House e aconteceu em 5 de outubro de 1997, no Kiel Center em St. Louis, Missouri. O evento foi notável por apresentar a partida Hell in a Cell.
Em maio de 2002, a WWF foi renomeada para World Wrestling Entertainment (WWE) como resultado de uma ação judicial do World Wildlife Fund sobre a sigla "WWF". Também nessa época, a promoção realizou um draft que dividiu seu elenco em duas marcas distintas de luta livre, Raw e SmackDown!, onde os lutadores eram designados exclusivamente para atuar. Em 2003, a WWE restabeleceu Bad Blood como seu próprio PPV (com a estilização sendo "Bad Blood" em vez do anterior "Badd Blood") para substituir o anteriormente anual King of the Ring PPV; King of the Ring deixou de ser produzido como PPV, mas o torneio titular continuou a ser produzido periodicamente. Para coincidir com a extensão da marca, os eventos Bad Blood de 2003 e 2004, ambos realizados em junho, contaram exclusivamente com lutadores da marca Raw. Assim como o evento original, os eventos de 2003 e 2004 contaram com uma partida Hell in a Cell como evento principal. Após o evento de 2004, no entanto, Bad Blood foi descontinuado e duplamente substituído por One Night Stand e Vengeance; o último também passou para o horário de junho, enquanto The Great American Bash passou para o horário de julho que o Vengeance ocupava anteriormente.
Em março de 2017, a WWE anunciou que iria reviver Bad Blood, que seria realizado em 9 de julho de 2017, no XL Center em Hartford, Connecticut. No entanto, esses planos foram abandonados em favor de um evento intitulado Great Balls of Fire. Após 20 anos desde o último Bad Blood, a WWE anunciou que o evento retornaria de fato e seria realizado na State Farm Arena em Atlanta, Geórgia, em 5 de outubro de 2024, no aniversário de 27 anos do primeiro Bad Blood. Como nas edições anteriores, o evento de 2024 também apresentou a luta Hell in a Cell, mas desta vez abriu o show em vez de encerrá-lo. Este também foi o primeiro Bad Blood a ser transmitido pelas plataformas de transmissão ao vivo da WWE, um meio que a WWE começou a usar em 2014. O evento contou com lutadores de ambas as marcas, Raw e SmackDown, já que os eventos pay-per-view e de transmissão ao vivo da WWE apresentam lutadores de ambas desde 2018.

## Eventos
|  | Evento da marca Raw |

| 1                                                   | Badd Blood: In Your House | 5 de outubro de 1997 | St. Louis, Missouri | Kiel Center      | Shawn Michaels vs. The Undertaker em uma luta Hell in a Cell para determinar o desafiante número um ao Campeonato Mundial dos Pesos Pesados da WWF no Survivor Series | [ 10 ] |
| 2                                                   | Bad Blood (2003)          | 15 de junho de 2003  | Houston, Texas      | Compaq Center    | Triple H (c) vs. Kevin Nash em uma luta Hell in a Cell pelo Campeonato Mundial dos Pesos Pesados com Mick Foley como árbitro convidado especial                       | [ 11 ] |
| 3                                                   | Bad Blood (2004)          | 13 de junho de 2004  | Columbus, Ohio      | Nationwide Arena | Triple H vs. Shawn Michaels em uma luta Hell in a Cell | [ 12 ] |
| 4                                                   | Bad Blood (2024)          | 5 de outubro de 2024 | Atlanta, Geórgia    | State Farm Arena | Cody Rhodes e Roman Reigns vs. The Bloodline (Solo Sikoa e Jacob Fatu)                                                                                                | [ 9 ]  |
| (c) – refere-se ao(s) campeão(es) indo para a luta. |                           |                      |                     |                  | |        |